# SN 2008fi
SN 2008fi – supernowa typu IIb odkryta 26 sierpnia 2008 roku w galaktyce A015323+2921. W momencie odkrycia miała maksymalną jasność 16,70m.